# العملات الأخمينية

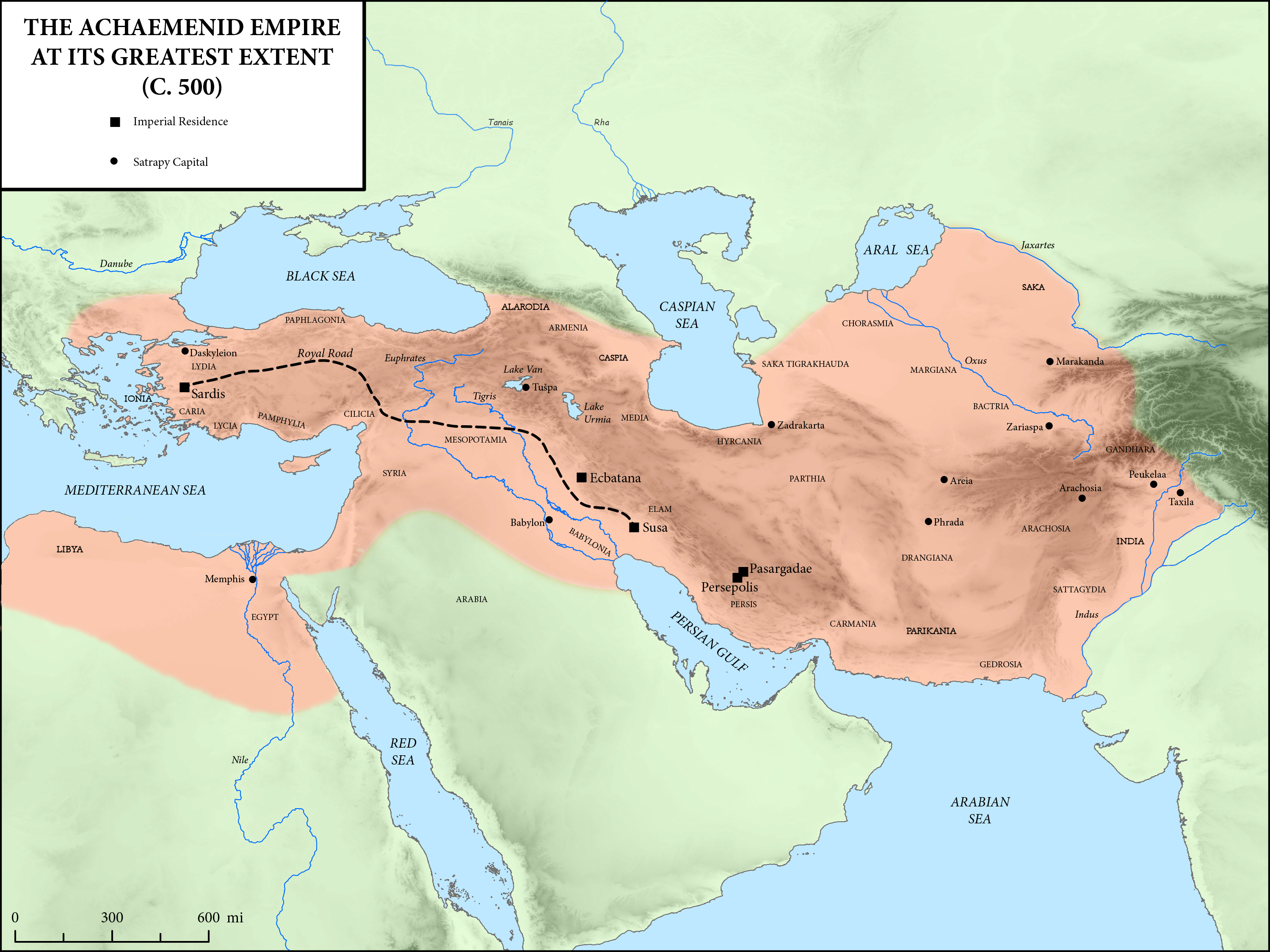
The Achaemenid Empire at its greatest extent.

أصدرت الإمبراطورية الأخمينية عملات معدنية من 520 قبل الميلاد إلى 450 قبل الميلاد إلى 330 قبل الميلاد. كان الداريك الفارسي أول عملة ذهبية، إلى جانب عملة فضية مماثلة، السيجلوس (من الإغريقية: σίγλος العبرية: שֶׁקֶל (الشيكل) يمثل أول معيار نقدي ثنائي المعدن. ويبدو أنه قبل أن يصدر الفرس عملاتهم الخاصة، فمن المرجح أن يستمر سك العملة الليدية تحت الحكم الفارسي. تشمل العملات الأخمينية العملات الإمبراطورية الرسمية (الداريك والسيجلوي)، بالإضافة إلى العملات التي أصدرها حكام المقاطعات الأخمينية (الساتراب)، مثل تلك المتمركزة في آسيا الصغرى.

## سك العملات المبكرة في غرب آسيا في عهد الإمبراطورية الأخمينية

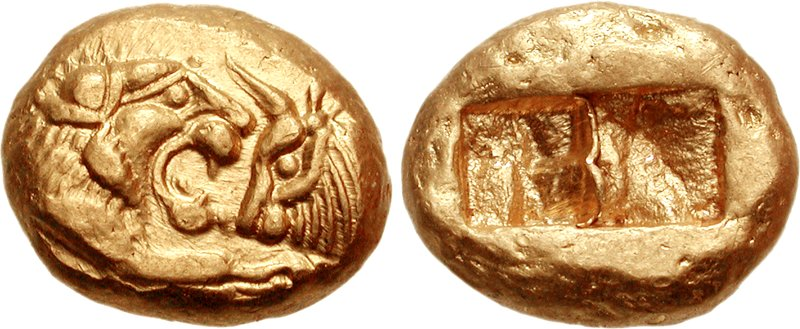
نوع العملة المعدنية كرويسوس، الكرويسيد، التي سُكّت في ليديا، في عهد كورش الكبير إلى دارا الأول. حوالي 545-520. يبلغ وزنه 8.06 جرام فقط، مقارنة بـ 10.7 جرام القياسية لـ Croeseid.

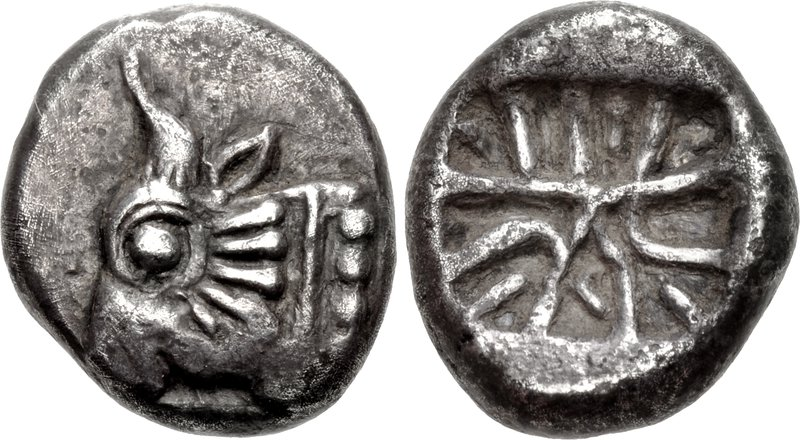
عملة ليقيا، بوجه ثور وظهر يحمل علامة ثقب باستخدام نقش هندسي، حوالي 520-470 قبل الميلاد

عندما تولى كورش الكبير (550-530 قبل الميلاد) السلطة، كان سك العملة غير مألوف في مملكته. استخدمت المقايضة، وإلى حد ما السبائك الفضية، بدلاً من ذلك للتجارة. ويبدو أن ممارسة استخدام سبائك الفضة كعملة كانت شائعة أيضًا في آسيا الوسطى منذ القرن السادس.
أدخل كورش الكبير العملات المعدنية إلى الإمبراطورية الفارسية بعد عام 546 قبل الميلاد، بعد غزوه ليديا وهزيمة ملكها كرويسوس، الذي وضع والده ألياتس أول عملة معدنية في التاريخ. مع غزوه لليديا، استولى كورش على منطقة اخترعت فيها العملات المعدنية، وتطورت من خلال علم المعادن المتقدم، وكانت متداولة بالفعل لمدة 50 عامًا تقريبًا، مما جعل مملكة ليديا واحدة من القوى التجارية الرائدة في ذلك الوقت.
يبدو أن كورش اعتمد في البداية العملة الليدية على هذا النحو، واستمر في سك عملة كروسيد التي تحمل صورة الأسد والثور في ليديا. كانت العملات المعدنية للدولة تزن 10.7 غرام، وهو المعيار الذي أنشأه كروسوس في البداية، ثم تبناه الفرس وأصبح يُعرف عمومًا باسم "المعيار الفارسي". كما قام الفرس أيضًا بسك نصف عملات كروسيد بعد وفاتها، بوزن 5.35 ج، والذي سيصبح معيار الوزن لسيجلوي لاحقًا، والذي قدم في نهاية القرن السادس قبل الميلاد.
بعد فترة وجيزة من عام 546، سيطر كورش أيضًا بشكل كامل على آسيا الصغرى، بما في ذلك مناطق أخرى مثل ليقيا أو كاريا أو أيونية، بعد فتوحات قائده هارباغوس. مع غزو ليديا واعتماد العملة الليدية، تمكنت الإمبراطورية الأخمينية الناشئة من الوصول إلى أحدث العملات في عصرها والقوة الاقتصادية المصاحبة لها. كان مكان سك العملة يقع في سارد، عاصمة جميع المقاطعات الغربية للإمبراطورية الأخمينية، واستمرت عملية سك العملة في عهد كورش. هذه العملة المعدنية من شأنها أن تزود الجزء الغربي من الإمبراطورية الأخمينية.

من الناحية الفنية، استخدمت هذه العملات المبكرة ثقوبًا على الوجه الخلفي، بينما يتكون الوجه الأمامي من بعض التصميمات التصويرية (تقنية "القالب والثقب"، بدلاً من تقنية "القالبين" اللاحقة). استخدمت العملات الليدية ثقبين على الوجه الخلفي، وهي التقنية التي بسطت في زمن داريوس باستخدام ثقب خلفي واحد على بعض العملات. استخدمت بعض أقدم العملات الليسية في عهد الأخمينيين أيضًا تصميمًا حيوانيًا على الوجه الأمامي وثقوبًا على الوجه الخلفي، والتي تطورت إلى أشكال هندسية، مثل قطريين بين نتوءات مستطيلة بارزة.

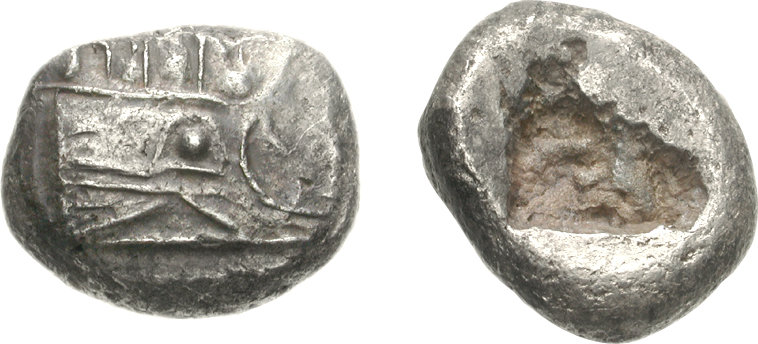
عملة فاسيليس، ليقيا. حوالي 550-530/20 قبل الميلاد
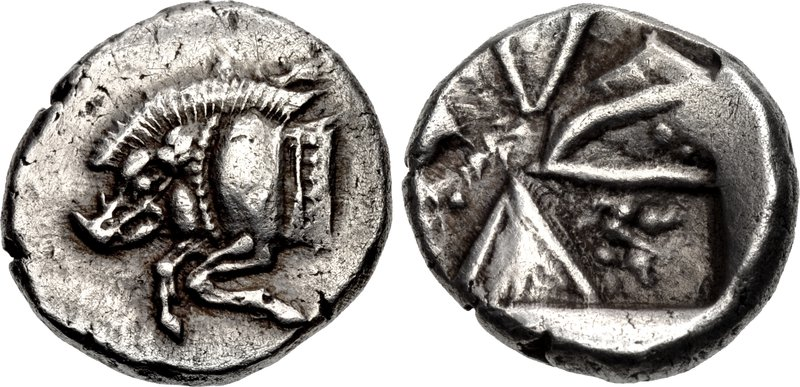
عملة ليقيا. حوالي 520-470/60 قبل الميلاد
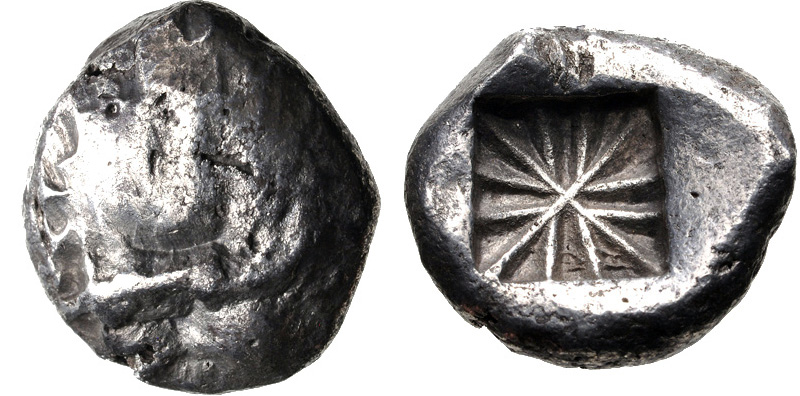
عملة ليكية. حوالي 520-470 قبل الميلاد. صُكت بنقش وجه متآكل
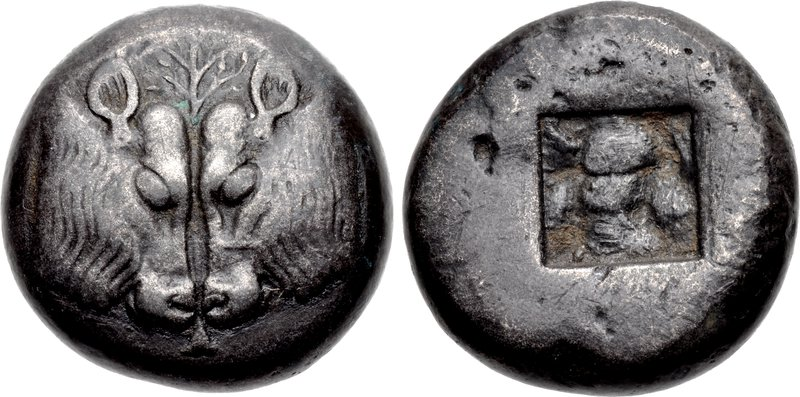
عملة لسبوس، أيونية. حوالي 510-480 قبل الميلاد
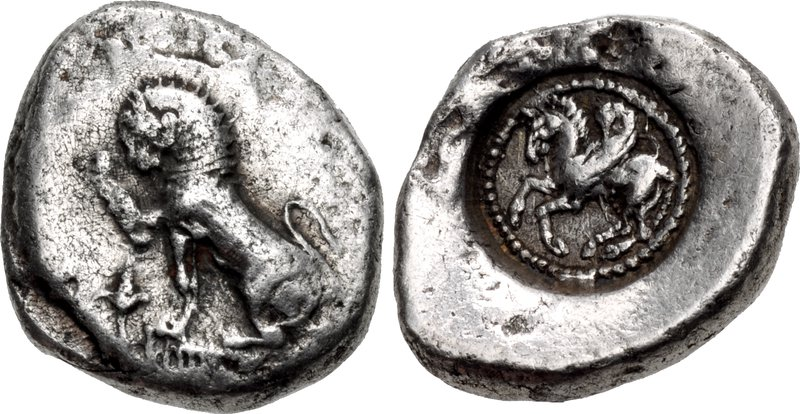
عملة ليقيا، عليها أسد وبيغاسوس في دائرة، حوالي 480-460 قبل الميلاد

### كنز أبادانا (حوالي 515 قبل الميلاد)
حتى وقت تأسيس قصر أبادانا في برسبوليس (الذي يعود تاريخه إلى الفترة ما بين 519 و510 قبل الميلاد)، يبدو أن الأخمينيين لم يصمموا بعد السيجلوي والداريك: لم يعثر على عملات معدنية من هذا النوع في كنز أبادانا الذي اكتشف تحت أحجار الأساس للقصر، في حين احتوى الكنز على العديد من العملات الذهبية الكرواسيدية من النوع الخفيف من سرديس (ربما سكت في عهد داريوس الأول) والعديد من العملات الفضية اليونانية القديمة المستوردة.

## داريكس وسيجلوي

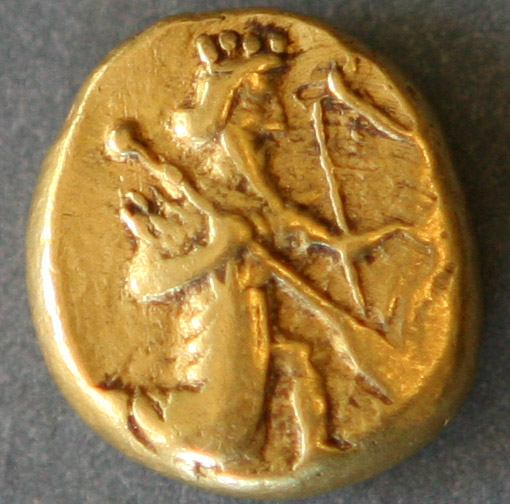
عملة ذهبية داريكية (حوالي 490 قبل الميلاد)

بدأت سك العملات في الإمبراطورية الأخمينية في الابتعاد عن مجرد نسخ العملات الليدية، إلى إدخال تغييرات مع حكم دارا الأول (حكم 522-486 قبل الميلاد). في عهد داريوس الأول، استبدل سك العملات الكرواسيدية في سارد تدريجيًا بسك العملات الداريكية والسيغلية.
حوالي 510-500 قبل الميلاد، قام داريوس بتبسيط إجراءات سك العملة من خلال استبدال الثقب العكسي المزدوج للعملات الليدية، بثقب عكسي مستطيل واحد، وقدم صورة الملك الفارسي بدلاً من تصميم الأسد والثور. يستنتج هذا من حقيقة عدم العثور على داريكس أو سيجلوي في كنز أبادانا، تحت أحجار الأساس أبادانا لقصر أبادانا في برسيبوليس (يعود تاريخه إلى ما بين 519 و 510 قبل الميلاد)، في حين كانت هناك كروسيدات ذهبية من النوع الخفيف وستاتر فضية يونانية. ولكن بحلول عام 500 قبل الميلاد تقريبًا، احتوى لوح طيني، صدر في العام 22 من حكم داريوس الأول (حوالي 500 قبل الميلاد)، على طبعة على الطين لاثنين من سيجلوي من النوع الثاني ("سهم الملك")، مما يدل على أن سيجلوي الجديد قد صدر بالفعل بحلول ذلك التاريخ. وبسبب هذه الاكتشافات وغيرها، يعود تاريخ إنشاء الداريكوس والسيجلو إلى العقد الأخير من القرن السادس قبل الميلاد، في عهد دارا الأول.
كانت العملات الأخمينية الجديدة تُصنع في البداية من الفضة فقط، بينما حافظ على تصميم الذهب الليدي لكرويسوس. ثم قدم داريوس تصميمه الجديد للعملات الذهبية أيضًا، والتي عُرفت باسم داريكس، من الكلمة الفارسية القديمة دارويياكا، والتي تعني "ذهبي". على الرغم من أن الأخمينيين قد طوروا عملتهم الخاصة، إلا أنهم ما زالوا يقبلون الإنتاج النقدي المحلي بما في ذلك الإصدارات المدنية، في جميع أنحاء الأراضي الخاضعة لسيطرتهم، وخاصة في غرب آسيا.
وفقًا لخبير العملات مارتن برايس، فلا شك أن عملات الداريكس والسيجلوا من النوعين الأول والثاني سكت في سارد وتبعت على الفور إنتاج الكرواسيد، حيث اعتمدت أوزانًا مماثلة وكانت من نفس القماش. ويصر على أن اكتشافات الكرواسيدات وأنواع "الرامي" من داريكس وسيجلوي تشير إلى أنها لم تكن عملة إمبراطورية، بل كانت عملة ساترابيا ليديا.

### نشاط سك العملة
على الرغم من أن الأخمينيين استغلوا وطوروا إنتاج العملات المعدنية في غرب آسيا بالكامل، إلا أنه يبدو أن اقتصاد المقايضة ظل مهمًا للغاية في قلب إيران طوال فترة الأخمينيين، ولم يطور الأخمينيون دور سك العملة الخاصة بهم في إيران. وفي الوقت نفسه، كان تداول الداريك محصورًا بشكل أساسي في الجزء الغربي من الإمبراطورية الأخمينية. لم يبدأ سك العملات المعدنية في إيران إلا في وقت لاحق من حوالي عام 330 قبل الميلاد في عهد الإسكندر الأكبر والإمبراطورية السلوقية.
يبدو أن كل نشاط سك العملة للدارسين والسيجلويين في الإمبراطورية بأكملها كان مركزيًا بشكل أساسي في دار سك واحدة، أو ربما دارين، في سارد في ليديا. ظلت سارديس هي دار سك العملة المركزية للعملات الفارسية الداريكية والسيغلية من العملات الأخمينية، ولا يوجد دليل على وجود دور سك أخرى للعملات الأخمينية الجديدة طوال فترة الإمبراطورية الأخمينية. وفقًا لما عثر عليه في الكنز، كانت سارد هي دار السك الرئيسية بوضوح، ولكن ربما كانت هناك أيضًا دور سك ثانوية في جنوب غرب وشمال غرب آسيا الصغرى أيضًا.
بشكل عام، يبدو أن سك العملات في داريكس وسيجليا كان صغيرًا نسبيًا من حيث الكمية مقارنة بالإنتاج المحلي الآخر للعملات المعدنية في آسيا الصغرى، أو تداول العملات المعدنية اليونانية في المنطقة. على الرغم من أن عملة داريك الذهبية أصبحت عملة دولية عثر عليها في جميع أنحاء العالم القديم، إلا أن تداول عملة سيجلوا الفضية ظل محدودًا للغاية في آسيا الصغرى: حيث عثر على كميات كبيرة من سيجلوا فقط في هذه المناطق، كما أن اكتشافات سيجلوا خارجها دائمًا ما تكون محدودة للغاية وهامشية مقارنة بالعملات اليونانية، حتى في الأراضي الأخمينية.

### المعايير

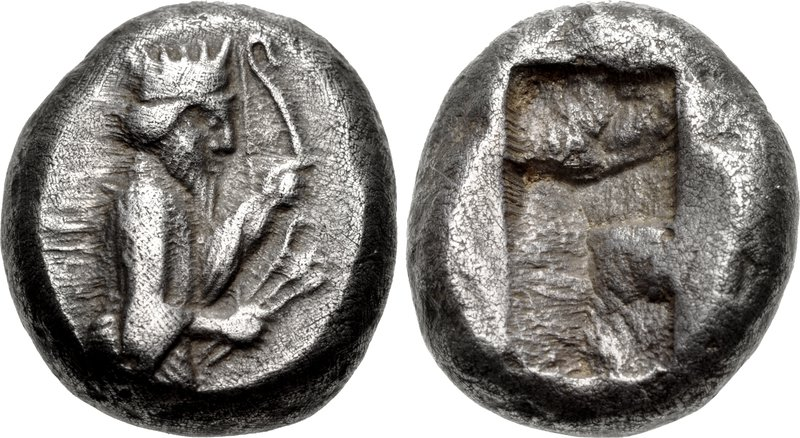
النوع الأول من سيجلوس (النوع الأول: "ملك يحمل قوسًا وسهامًا"، الجزء العلوي من جسد الملك فقط)، من عهد داريوس الأول. حوالي 520-505 قبل الميلاد

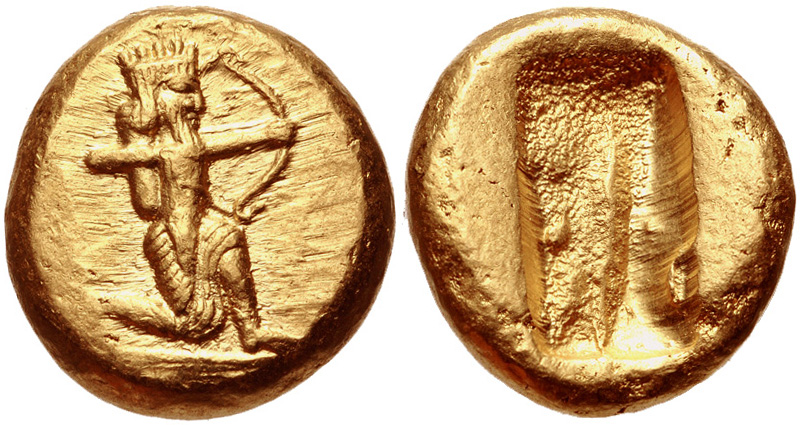
النوع الثاني داريك ("سهم الرماية الملكي") مؤقتًا. داريوس الأول إلى زركسيس الأول حوالي 505-480 ق.م. لا توجد عملات معدنية من النوع الأول معروفة في داريكس (فقط في سيجلوي).

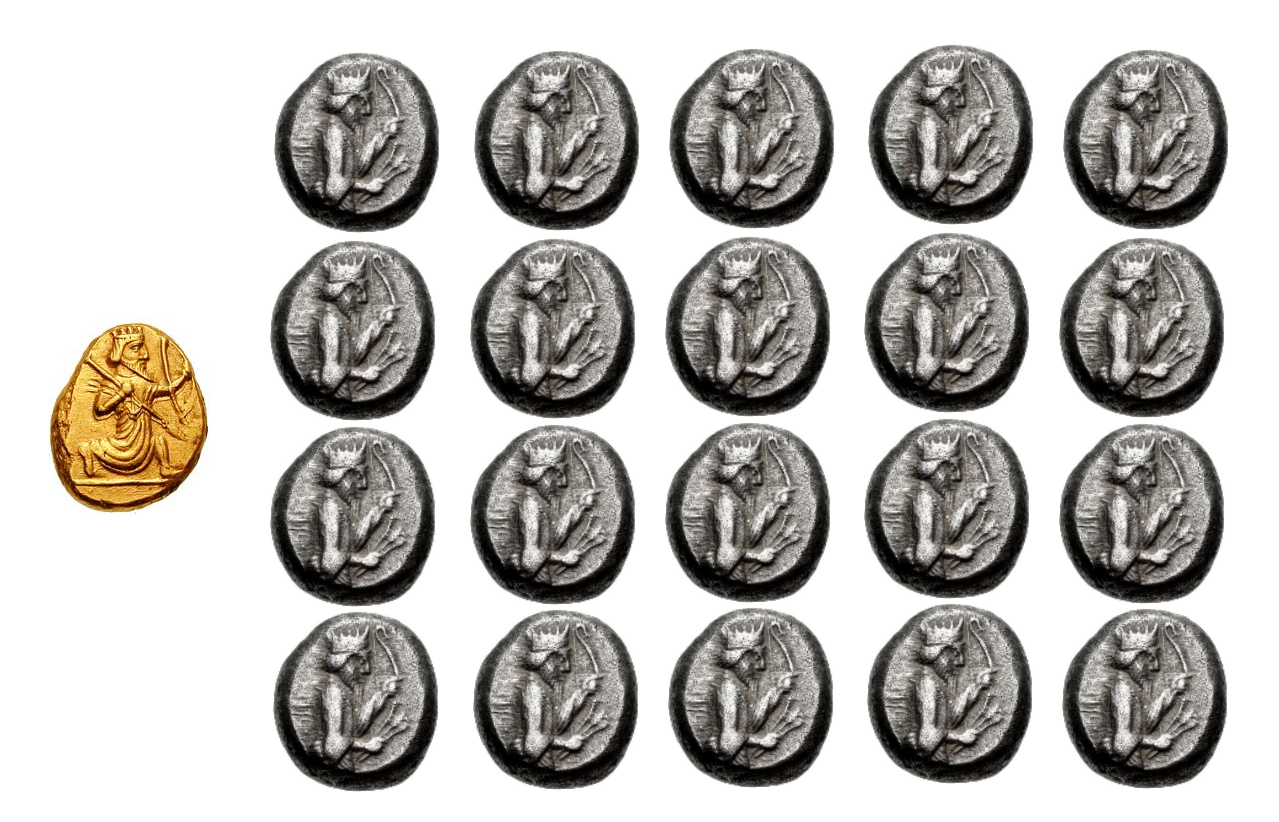
التكافؤ الثنائي المعدني عند الأخمينيين: كان 1 داريك ذهبي يعادل في قيمته 20 سيجلوي فضية. في عهد الأخمينيين كان سعر الصرف في الوزن بين الذهب والفضة 1 إلى 13.

قدم داريوس نظام العملة الإصلاحي في الفترة من حوالي 510 إلى 500 قبل الميلاد، والذي يتكون من داريكس ذهبية وسيجلوي فضية. وكان سعر الصرف 1 داريك = 20 سيجلوس. كان وزن الداريك يتراوح بين 8.10 و8.50 جرامًا، استنادًا إلى الشيكل البابلي الذي يبلغ 8.33 جرامًا، وهو أثقل قليلاً من معيار كروسوس الذي يبلغ 8.06 جرامًا. كانت نقاء الذهب ما بين 98 و 99%. 1 داريك = 25 دراخما أتيكي. كان يمثل في البداية حوالي شهر واحد من أجر الجندي. أصبحت هذه العملة الجديدة شائعة في جميع أنحاء العالم القديم لأكثر من 150 عامًا. حوالي عام 395 قبل الميلاد، قام الأخمينيون بقيادة ساتراب فارنابازيس برشوة الدول اليونانية من خلال دفع عشرات الآلاف من الداريكيين من أجل مهاجمة أسبرطة، التي كانت تشن آنذاك حملة تدمير في آسيا الصغرى تحت قيادة أجيسيلاوس الثاني. بدأت الحرب القورنثية. وفقًا لبلوطرخس، قال أجيسيلاوس، ملك أسبرطة، عند مغادرة آسيا "لقد طردني 10000 من الرماة الفرس"، في إشارة إلى "الرماة" (توكسوتاي) اللقب اليوناني للداريين من تصميم وجههم، لأن هذا القدر من المال قد دفع للسياسيين في أثينا وطيبة من أجل بدء حرب ضد أسبرطة.
كان وزن Siglos 5.40-5.60 جرام لكل منها، بناءً على 0.5 Siglos Lydian من 10.73-10.92 جرام للوحدة الكاملة. كانت درجة النقاء في البداية 97-98% ولكن بحلول منتصف القرن الرابع وصلت إلى 94-95%. 1 سيجلوس = 7.5 أوبول أتيك.

على الرغم من أن منطقة بابل لم تسك عملات داريك أو سيجلوي، إلا أنه بعد استيلاء الإسكندر على بابل، أصدر ساتراب مازايوس، الذي أعاد الإسكندر تأكيد منصبه لفتح أبواب بابل لجيوشه بعد معركة غوغميلا، داريك مزدوجًا بوزن 16.65 جرامًا، وكانت صورته مستندة إلى عملة داريك وحملت اسمه حتى وفاته في عام 328 قبل الميلاد.

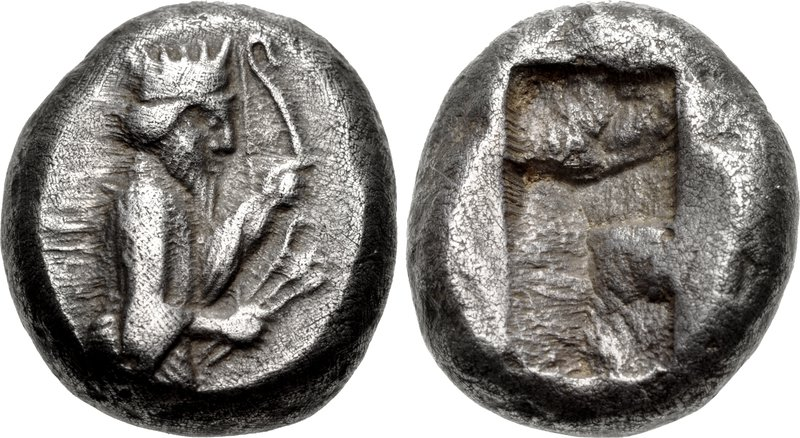
سيجلوس النوع الأول ("الملك بالقوس والسهام")، من عهد داريوس الأول. حوالي 520-505 قبل الميلاد
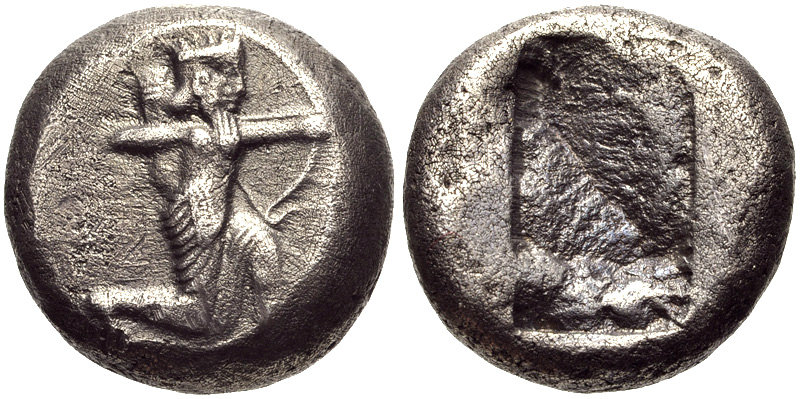
سيجلوس النوع الثاني ("ملك الرماية")، من عهد داريوس الأول إلى زركسيس الأول، حوالي 505-480 قبل الميلاد
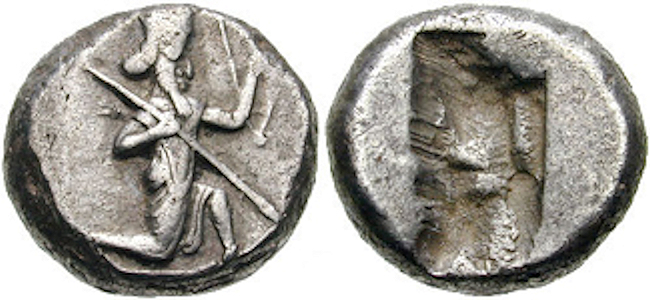
سيجلوس النوع الثالث ("الملك يركض بالرمح")، من زمن زركسيس وما بعده.
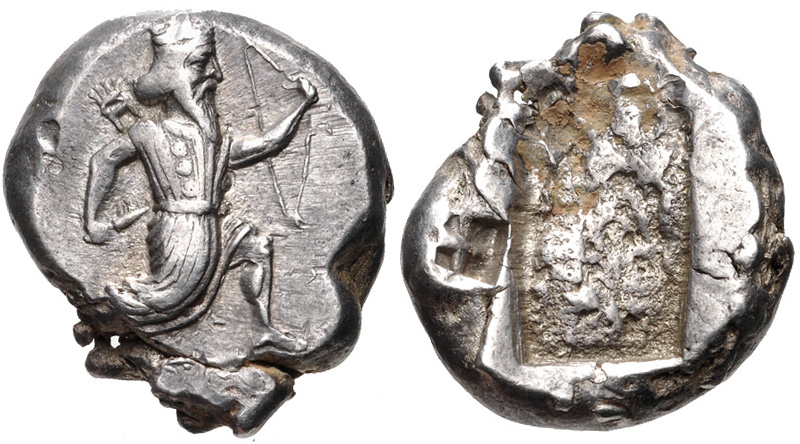
سيجلوس من النوع الرابع ("ملك يركض بخنجر")، مؤقتًا من أرتحشستا الثاني إلى أرتخشاشا الثالث، حوالي 375-340 قبل الميلاد.

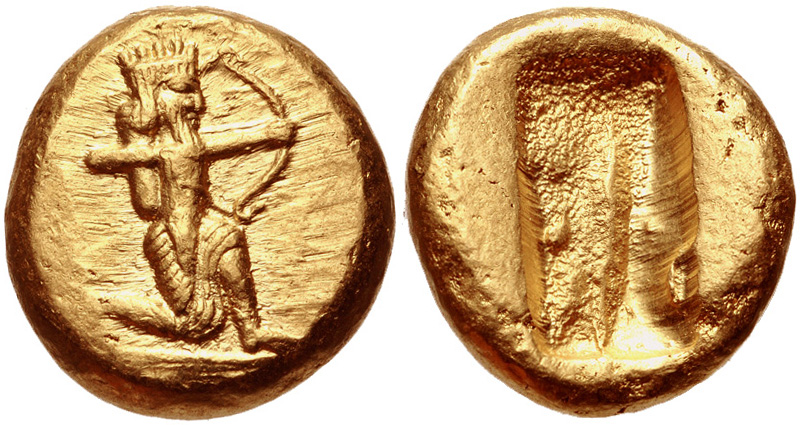
النوع الثاني من داريك ("ملك الرماية")، مؤقتًا من داريوس الأول إلى زركسيس الأول، حوالي 505-480 قبل الميلاد.
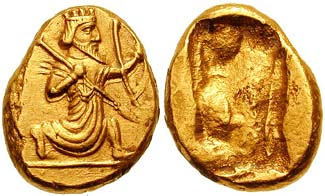
عملة داريك الذهبية من النوع الثالث ("الملك يركض بالرمح") (منتصف القرن الرابع قبل الميلاد)
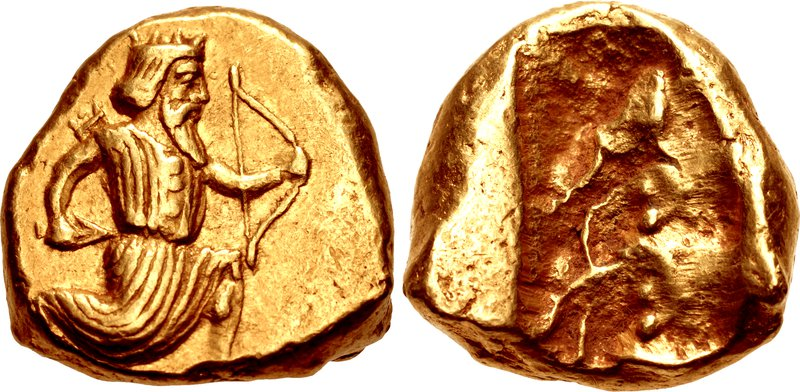
داريك من النوع الرابع ("ملك يركض بخنجر")، مؤقتًا من عهد أرتحشستا الثاني إلى أرتحشستا الثالث ، حوالي ٣٧٥-٣٤٠ قبل الميلاد (١٥ مم، ٨٫٣٣ غرام)
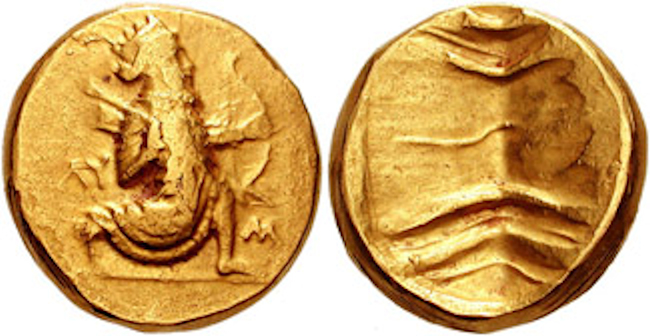
داريك مزدوج تم سكه، بعد فتوحات الإسكندر الأكبر بوقت طويل ، في بابل حوالي 322-315 قبل الميلاد.

### التصميم

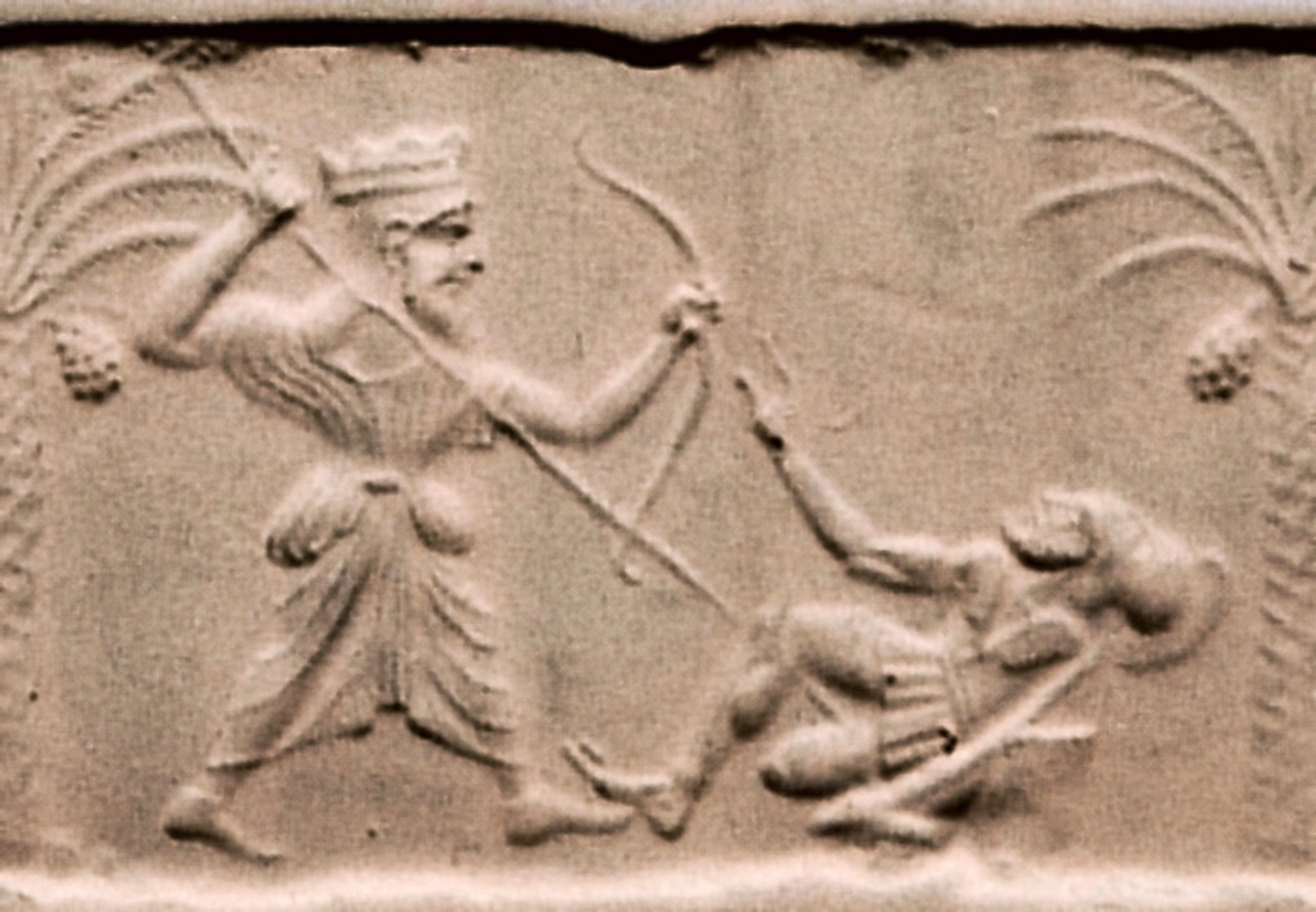
تصوير معاصر لملك أخميني، هنا يقتل جنديًا يونانيًا. انطباع ختم أسطواني، محفور حوالي 500 قبل الميلاد - 475 قبل الميلاد، في عهد زركسيس الأول. متحف متروبوليتان للفنون.

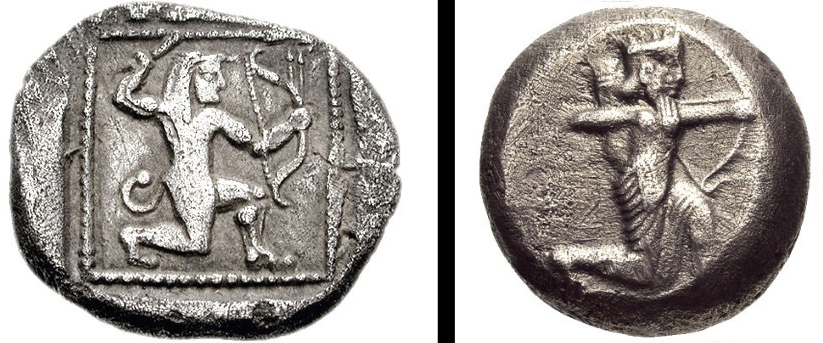
نوع الرامي لهرقل على عملة قبرصية من أواخر القرن السادس إلى أوائل القرن الخامس (كنز أبادانا، على اليسار)، ونوع الرامي على عملة أخمينية من النوع الثاني سيجلوس (على اليمين).

ربما يكون نوع "الرامي" المستخدم في العملات الأخمينية مشتقًا من صور مماثلة ومعاصرة على العملات اليونانية، وخاصة صور هرقل وهو يطلق السهام. ربما كان المقصود من تكييف هذا التصميم لتوضيح الملك أو البطل الأخميني على الوجه الأمامي هو وسيلة لتمجيد الملك، بطريقة يمكن فهمها بسهولة من قبل الشعب اليوناني في المناطق الغربية من الإمبراطورية الأخمينية، الذين سكوا العملة الأخمينية وكانوا يوجهون هذه العملة بشكل أساسي كعملة. ومن المعروف أيضًا في الفن السومري تصوير الملك على أنه رامي سهام (على سبيل المثال، يطلق النار من مركبته)، لذا فإن هذا التمثيل كان طبيعيًا أيضًا بالنسبة للموضوعات في مملكة الأخمينيين. قد يكون نوع "الرامي" من النوع الثاني، وهو أقل هيراريكية وصرامة من الرسم التوضيحي الأخميني التقليدي لتمثال الملك في النوع الأول، يمثل اندماج المفهوم الشرقي للملك باعتباره صيادًا ملكيًا، والمفهوم الغربي للملك باعتباره بطلًا، وقد صُمم لتمثيل الملك الأخميني باعتباره متسابقًا أوليمبيًا في جهد دعائي تجاه الغرب. تشير هذه الصور أيضًا إلى أن الأخمينيين كانوا أول من صوروا شخصية ملكهم على العملات المعدنية.

### الحد

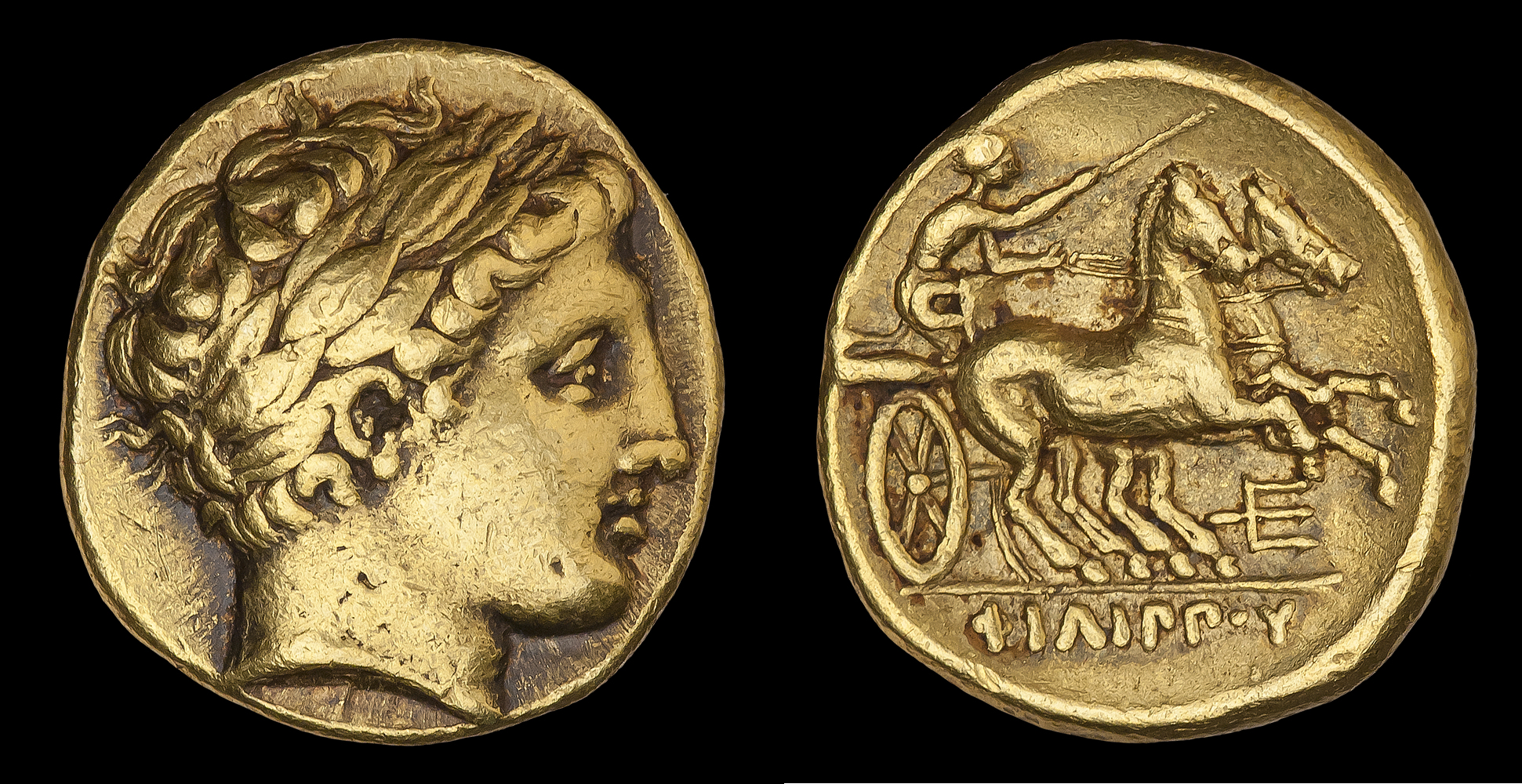
كان ستاتر الذهب لفيليب الثاني المقدوني (حكم 359-336 قبل الميلاد) هو المنافس الحقيقي الأول للداريك الأخميني. أطلق عليه اليونانيون اسم داريكوس فيليبيوس ("داريك فيليب")

في الواقع، أصبح الذهب الداريك عملة مرغوبة في كل العالم القديم، لأنه كان الشكل الأكثر ملاءمة لتبادل وتجميع الثروة. لم يقم اليونانيون بضرب الكثير من الذهب، ولكن عملاتهم الفضية الرباعية الأثينية أصبحت أيضًا نوعًا من العملة العالمية منذ القرن الخامس قبل الميلاد. جاءت أول منافسة مهمة ضد داريك المرموق، كوسيلة لتخزين الثروة وإجراء مدفوعات كبيرة على نطاق دولي، في وقت لاحق من فيليب الثاني المقدوني (حكم 359-336 قبل الميلاد)، عندما أصدر عملته الذهبية الخاصة، والتي أطلق عليها اليونانيون اسم داريكوس فيليبيوس.

### الاكتشافات الأثرية
عثر على عملات داريكية في آسيا الصغرى واليونان ومقدونيا وإيطاليا. عثر على فئة سيجلوس في كنوز فقط في آسيا الصغرى، وعملات معدنية مفردة مع عملات يونانية أخرى من مصر القديمة إلى أفغانستان (كنز كابول) وباكستان (كنز شيخان ديهري).

## تداول العملات اليونانية في جميع أنحاء الإمبراطورية

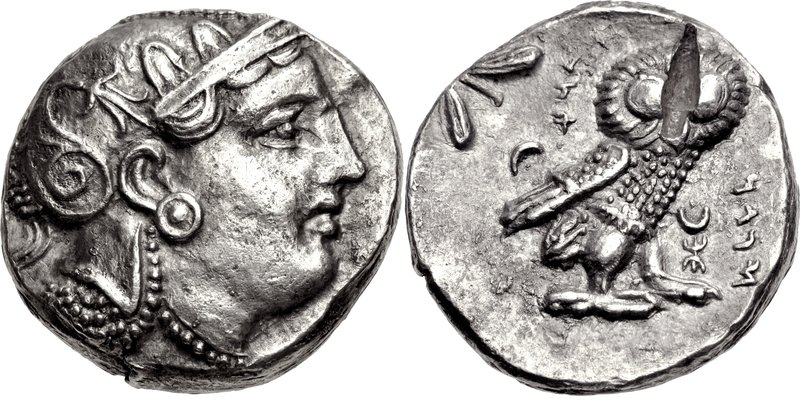
عملة ساتراب الأخمينيين في مصر سابكيس ، تقليدًا للرباعي الدراخما الأثيني. حوالي 340-333 قبل الميلاد. مصر الأخمينية.

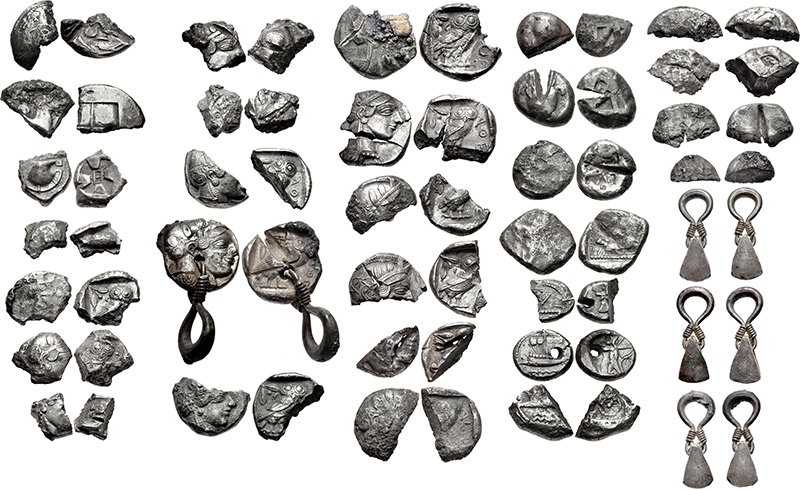
فضة شرقية من بلاد الشام الأخمينية، بما في ذلك المجوهرات والعملات اليونانية، 425-420 قبل الميلاد

في كل الكنوز المعروفة من العصر الأخميني، تشكل العملات الأخمينية الملكية، مثل السيجلوي، أقلية صغيرة في الواقع، في حين أن معظم العملات غير المحلية تأتي عمومًا من المملكة اليونانية، إما من البر الرئيسي اليوناني المستقل أو من المستعمرات اليونانية في غرب آسيا تحت الحكم الأخميني. على سبيل المثال، شمل كنز كابول، في أفغانستان الحديثة، 30 عملة معدنية من مدن يونانية مختلفة، وحوالي 33 عملة أثينية وتقليدًا إيرانيًا لعملة أثينية، و9 عملات فضية ملكية أخمينية فقط (سيجلوي). وكان هناك أيضًا 29 عملة معدنية محلية الصنع و14 عملة معدنية مثقوبة على شكل قضبان منحنية.
ومن المعروف أيضًا أن بعض حكام الأخمينيين قاموا بسك عملات معدنية تقليدًا للعملات الأثينية، مثل حكام مصر ساباكيس (حكم حوالي 340-333 قبل الميلاد). عثر على نسخة أخمينية من عملة أثينية، هذه المرة في كنز كابول، و سكت في محيط بابل حوالي عام 380 قبل الميلاد.
تشير حقيقة أن العملات اليونانية (سواء القديمة أو الكلاسيكية المبكرة) كثيرة نسبيًا في كنوز العملات في العصر الأخميني، أكثر بكثير من السيجلوي، إلى أن تداول العملات اليونانية كان مركزيًا في النظام النقدي للإمبراطورية. ربما لم تكن هذه العملات المعدنية قانونية في الإمبراطورية الأخمينية، ولكن قيمتها كانت تقدر بوزنها من الفضة، وبالتالي استخدمت كقطع فضية. كما توجد في الشرق أيضًا العديد من الاكتشافات لمخزون الفضة الخام من تلك الفترة، حيث تقطع العديد من الأشياء الفضية، بما في ذلك العملات المعدنية، إلى قطع، من أجل تسهيل تبادلها على أساس وزنها.

انتقلت العملات اليونانية عبر الإمبراطورية الأخمينية. على سبيل المثال، تشمل العملات اليونانية التي اكتشفت في كنز كابول الأنواع التالية:

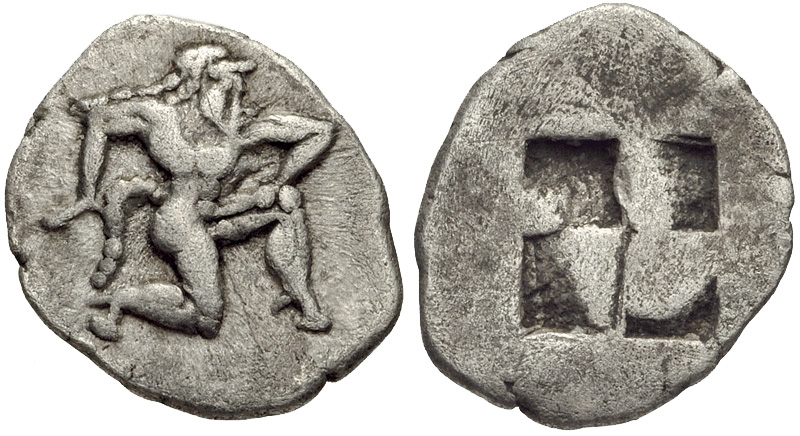
عملة قديمة من ثاسوس، حوالي 500-463 قبل الميلاد.
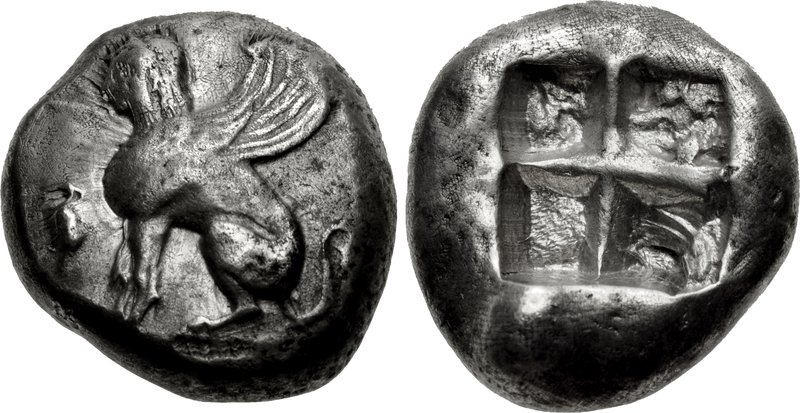
عملة قديمة من خيوس، حوالي 490-435 قبل الميلاد. الأنواع السابقة المعروفة.
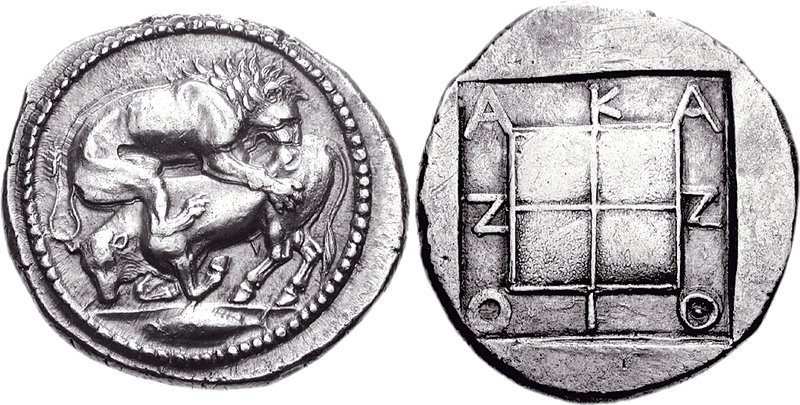
عملة أكانثوس، مقدونيا. حوالي 470-430 قبل الميلاد.
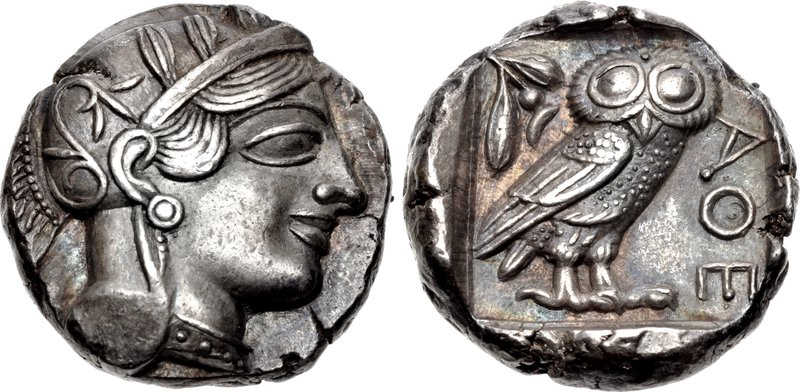
كانت العملات الكلاسيكية المبكرة من أثينا هي النوع الأكثر عددًا في كنز كابول. حوالي 454-404 قبل الميلاد.

## سك العملات في جنوب آسيا في عهد الإمبراطورية الأخمينية

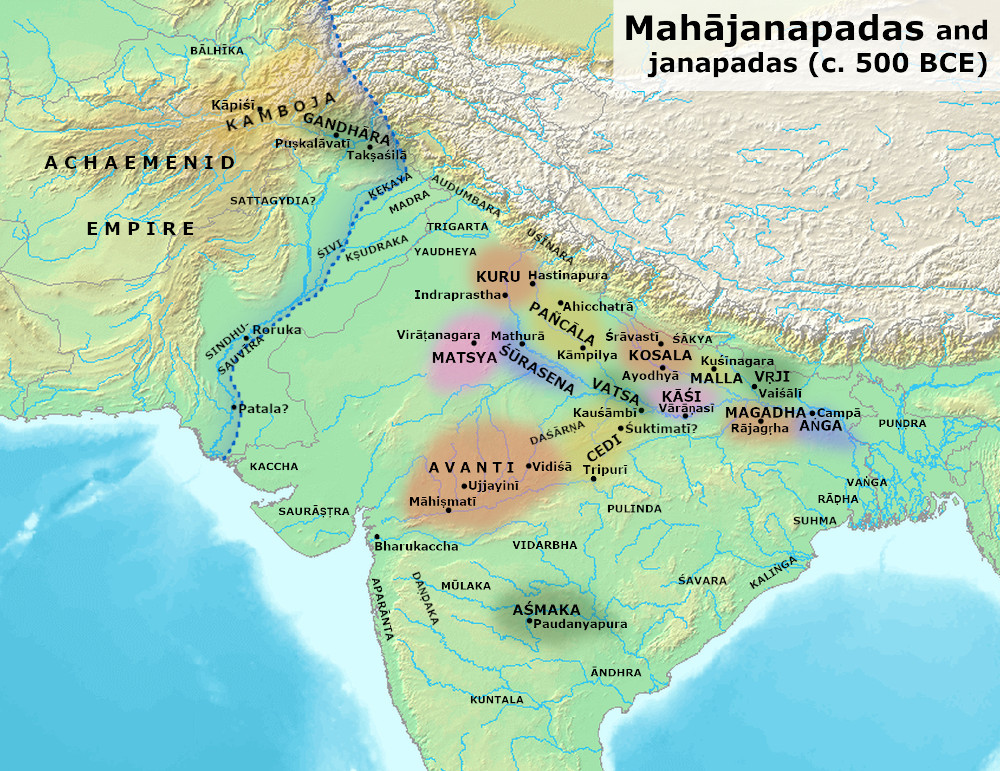
الحدود الشرقية للإمبراطورية الأخمينية والممالك والمدن القديمة في الهند القديمة (حوالي 500 قبل الميلاد).

وصلت الإمبراطورية الأخمينية بالفعل إلى أبواب الهند أثناء التوسع الأصلي لكورش الكبير، ويرجع تاريخ غزو الأخمينيين لوادي السند إلى حوالي عام 515 قبل الميلاد في عهد داريوس الأول. و أنشئت إدارة أخمينية في المنطقة. كنز كابول، المعروف أيضًا باسم كنز شامان هازوري، هو كنز عملات معدنية اكتشف في محيط كابول، أفغانستان، ويحتوي على العديد من العملات الأخمينية بالإضافة إلى العديد من العملات اليونانية من القرنين الخامس والرابع قبل الميلاد. يعود تاريخ إيداع الكنز إلى العصر الأخميني، في حوالي عام 380 قبل الميلاد. احتوى الكنز أيضًا على العديد من العملات الفضية المنتجة محليًا، والتي سكتها السلطات المحلية في ظل الحكم الأخميني. تتبع العديد من هذه الإصدارات "التصاميم الغربية" لرؤوس الثيران المواجهة، أو الأيل، أو تيجان الأعمدة الفارسية على الوجه، وثقب على الوجه الآخر.

وفقًا لعالم العملات جو كريب، تشير هذه الاكتشافات إلى أن فكرة سك العملات واستخدام تقنيات الختم قدمت إلى الهند من الإمبراطورية الأخمينية خلال القرن الرابع قبل الميلاد. كما عثر على المزيد من العملات الأخمينية في بوشكالافاتي وفي تل بهير.

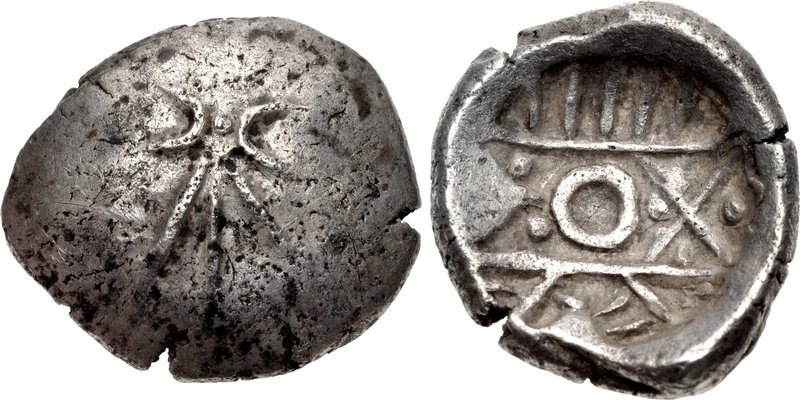
عملة معدنية مثقوبة سُكّت في وادي كابول تحت إدارة الأخمينيين. حوالي ٥٠٠-٣٨٠ قبل الميلاد، أو حوالي ٣٥٠ قبل الميلاد.
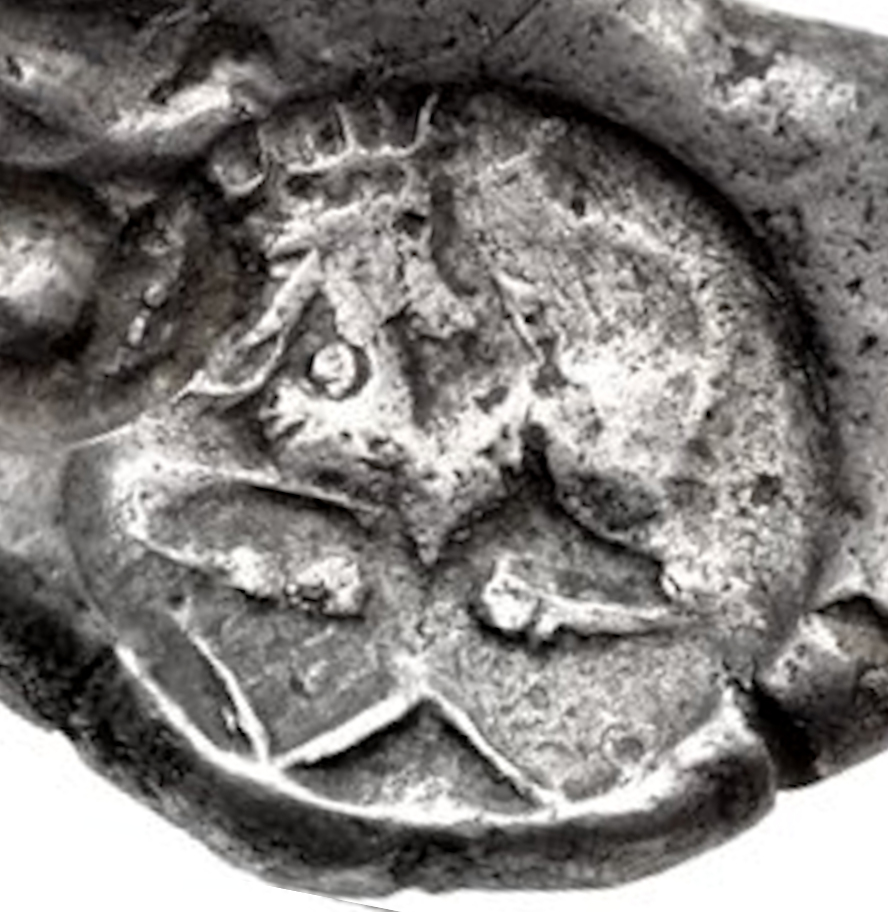
عُثر على سيجلوس في وادي كابول، يعود تاريخه إلى القرن الخامس قبل الميلاد. كما عُثر على عملات من هذا النوع في كنز تل بهير.
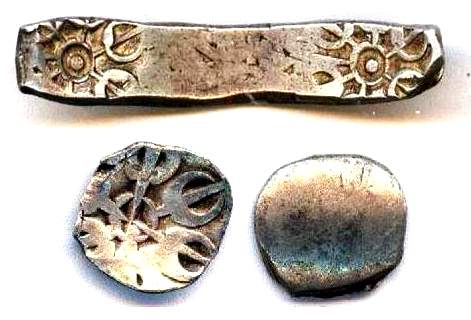
عملات معدنية قديمة مثقوبة من غاندهارا. تاكسيلا - منطقة غاندارا.

## قضايا ساترابال اللاحقة

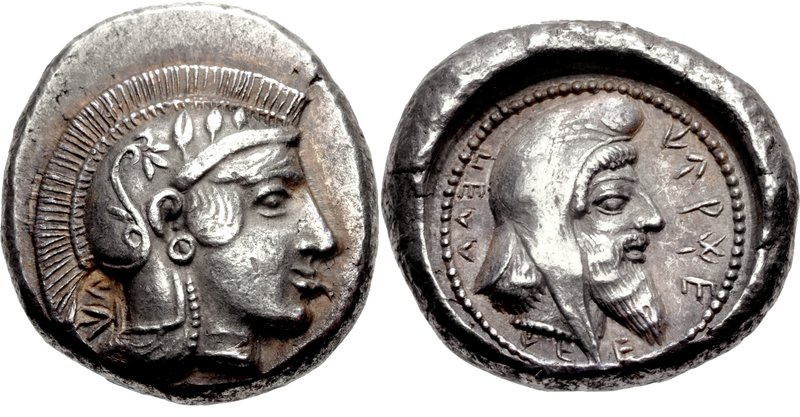
عملة من سلالة الأخمينيين في ليقيا، خيري، مع أثينا على الوجه، وهو يرتدي القبعة الفارسية على الوجه الآخر. حوالي 440/30-410 قبل الميلاد

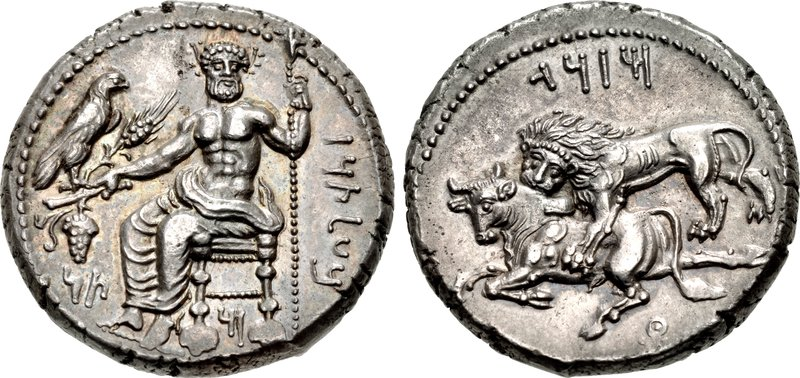
عملة مازايوس. ساتراب قيليقية، 361/0-334 قبل الميلاد. طرسوس، قيليقية

خلال القرن الرابع، وبعد ضعف القوة الأخمينية المركزية وتطور تقنيات سك العملات، تراجع إنتاج السيجلوس، وبدأت تظهر العديد من إصدارات الساترابال عالية الجودة في غرب آسيا في عهد الإمبراطورية الأخمينية. جمعت هذه الإصدارات بين السمات الأخمينية واليونانية. تميز تداول العملات طوال هذه الفترة بمزيج من العملات من المملكتين الأخمينية واليونانية.
كما أصدر العديد من حكام الأخمينيين تقليدًا للعملات الرباعية الدراخما الأثينية، مثل الساباكيس في مصر.
المحاولات الأولى في تصوير البورتريه
على الرغم من أن العديد من العملات الأولى في العصور القديمة كانت تحمل صورًا لآلهة أو رموز مختلفة، إلا أن أول صورة على الإطلاق لحكام حقيقيين ظهرت مع إصدارات الساترابال الأخمينية في القرن الخامس قبل الميلاد، وخاصة مع عملات ليقيا. كان الأخمينيون أول من رسموا شخصية ملكهم أو بطلهم بطريقة نمطية، حيث أظهروا تمثالًا نصفيًا أو الجسم بالكامل، ولكن لم يظهروا صورة حقيقية أبدًا، على عملاتهم السيجلاوية والداريكية من حوالي عام 500 قبل الميلاد. قبل العملات الليسية التي تحمل صورًا للأسر الحاكمة، كان المرشح الأقدم قليلاً للصورة الأولى هو ثيميستوكليس، الجنرال الأثيني الذي أصبح حاكمًا لماغنيسيا على نهر مياندر للإمبراطورية الأخمينية حوالي 465-459 قبل الميلاد، على الرغم من وجود بعض الشكوك في أن عملاته المعدنية ربما كانت تمثل زيوس وليس نفسه. ربما كان ثيميستوكليس في وضع فريد من نوعه حيث كان قادرًا على نقل مفهوم التصوير الفردي، والذي كان سائدًا بالفعل في العالم اليوناني، وفي الوقت نفسه كان يتمتع بالسلطة الأسرية لسلالة أخمينية كان بإمكانها إصدار عملاته المعدنية الخاصة وتصويرها كما يشاء. منذ عهد الإسكندر الأكبر، أصبحت صورة الحاكم المصدر للعملة سمة قياسية ومعممة للعملات.

## بعد فتوحات الإسكندر الأكبر
بعد غزوه للإمبراطورية الأخمينية، أنشأ الإسكندر الأكبر حكامه الخاصين في الأراضي المحتلة، وكان بعضهم من الأخمينيين الذين كانوا مؤيدين للغزاة، مثل مازايوس، والبعض الآخر من أقرب داعمي الإسكندر، مثل بالاكروس. استمر العديد من الساتراب في استخدام نوع الأخمينيين لعملاتهم النقدية، مثل بالاكروس عندما أصبح الساتراب الهلنستي لقيليقية، مع الإله المحلي لطرسوس، بعل. يقال إن هذه العملة أثرت لاحقًا على عملة الإسكندر الإمبراطورية، والتي كانت تُسك غالبًا في نفس دور السك.

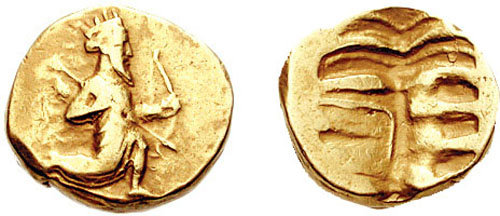
داريك مزدوج (16.65 جرام). دار سك النقود البابلية، سُكّت حوالي 315-300-298 قبل الميلاد

حتى بعد سنوات عديدة من وفاة الإسكندر، استمر سك العملات الذهبية الأخمينية في بابل، في نفس الوقت الذي كانت تُسك فيه العملات الإمبراطورية الإسكندرانية. يعود تاريخ بعض هذه الإصدارات إلى حوالي 315-300/298 قبل الميلاد. استمر هؤلاء الداريون في استخدام الخط الأخميني، ولكن عدل الوجه الآخر قليلاً ليشمل الأنماط المتموجة.

## الفهرس
- Bopearachchi، Osmund (2000)، "Coin Production and Circulation in Central Asia and North-West India (Before and after Alexander's Conquest)"، Indologica Taurinensia، International Association of Sanskrit Studies، ج. 25، مؤرشف من الأصل في 2024-12-07
- Bopearachchi، Osmund (2017)، "Achaemenids and Mauryans: Emergence of Coins and Plastic Arts in India"، في Alka Patel؛ Touraj Daryaee (المحررون)، India and Iran in the Longue Durée، UCI Jordan Center for Persian Studies، ص. 15–48
- Bopearachchi، Osmund؛ Cribb، Joe (1992)، "Coins illustrating the History of the Crossroads of Asia"، في Errington، Elizabeth؛ Cribb، Joe؛ Claringbull، Maggie (المحررون)، The Crossroads of Asia: transformation in image and symbol in the art of ancient Afghanistan and Pakistan، Ancient India and Iran Trust، ص. 56–59، ISBN:978-0-9518399-1-1، مؤرشف من الأصل في 2025-03-04
- Cribb، Joe (1983)، "Investigating the introduction of coinage in India - A review of recent research"، Journal of the Numismatic Society of India، ص. 80–101، مؤرشف من الأصل في 2025-02-03
- Cribb، J. (1985)، "Dating India's Earliest Coins"، في J. Schotsmans؛ M. Taddei (المحررون)، South Asian Archaeology, 1983: Proceedings from the Seventh International Conference of the Association of South Asian Archaeologistan in Westeren Europe Held in the Musees Royaux d'art et d'histoire, Brussels، Naples: Istituto Universario Orientale، ص. 535–554
- Eggermont، Pierre Herman Leonard (1975)، Alexander's Campaigns in Sind and Baluchistan and the Siege of the Brahmin Town of Harmatelia، Peeters Publishers، ISBN:978-90-6186-037-2، مؤرشف من الأصل في 2023-10-16
- Kagan، J. (2009)، "Archaic Greek Coins East of the Tigris: Evidence for Circulation" (PDF)، Proceedings of the XIVth International Numismatic Congress, Glasgow، ص. 230–234

## روابط خاجية
- أوزان ومقاييس النقود في العصور القديمة، بما في ذلك البابلية، نسخة محفوظة 2018-03-11 على موقع واي باك مشين.
- العملات الفارسية وعملات الساتراب
- عملات آسيا الصغرى - الساترابات والحكام الأخمينيون